# Park Mi-young
Park Mi-young (Daegu, 17 november 1981) is een Zuid-Koreaans tafeltennisspeelster. Ze was zowel in 2007 als 2008 verliezend finaliste in het dubbelspeltoernooi van de ITTF Pro Tour Grand Finals, beide keren samen met Kim Kyung-ah. Een ploeg vormend met Kyung-ah en Dang Ye-seo won de Zuid-Koreaanse brons op het teamtoernooi van de Olympische Zomerspelen 2008.
Mi-young bereikte in februari 2010 haar hoogste positie op de ITTF-wereldranglijst, toen ze achtste stond.

## Sportieve loopbaan
Mi-young maakte haar debuut in het internationale (senioren)circuit op het China Open in 2001, in het kader van de ITTF Pro Tour. Ondanks een relatief bescheiden aantal toernooizeges op de Pro Tour kwalificeerde ze zich zowel in 2007 als 2008 voor de Grand Finals dubbelspel, waarop ze samen met Kyung-ah ook beide keren doordrong tot in het eindstrijd. Dat de titel het Zuid-Koreaanse duo beide keren ontging, was te danken aan in eerste instantie Guo Yue/Li Xiaoxia en een jaar later aan Li Jia Wei en Sun Bei Bei.

## Erelijst
Belangrijkste resultaten:
- Verliezend finaliste WTC-World Team Cup 2007 (met Zuid-Korea)
- Brons teamtoernooi Olympische Zomerspelen 2008 (met Kim Kyung-ah en Dang Ye-seo)
- Brons dubbelspel vrouwen WK 2007 en WK 2009 (beide met Kim Kyung-ah)

ITTF Pro Tour:
Enkelspel:
- Winnares Japan Open 2009
- Winnares Chili Open 2006

Dubbelspel:
- Verliezend finaliste ITTF Pro Tour Grand Finals (beide samen met Kim Kyung-ah)
- Winnares Zweden Open 2007 (met Kim Kyung-ah)
- Winnares Brazilië Open 2008 (met Kim Kyung-ah)
- Winnares Korea Open 2009 (met Kim Kyung-ah)